# BMW R1150 R
La BMW R1150 R è una motocicletta costruita dalla casa motociclistica tedesca BMW Motorrad dal 2001 al 2005, facente parte della serie di modelli equipaggiati dal motore boxer e riconoscibili dalla lettera "R" iniziale. La stessa lettera R finale indica invece l'appartenenza alla classe Roadster.

## Descrizione
La BMW R1150R va a sostituire la R1100 R che era stata prodotta fino al 1999 ed è stata sviluppata sulla base della R1150 RT. Nel 2006 è stata sostituita dalla R1200 R.
A spingere la moto c'è un propulsore bicilindrico da 1130 cm³ con distribuzione a 4 valvole per cilindro e sistema di raffreddamento misto aria/olio.
Rispetto alle altre moto della famiglia R 1150 dalla quale deriva, la versione R o 'roadster' era caratterizzata esteticamente per avere un singolo faro tondo anteriore e tutta la parte laterale sprovvista di carenatura. La sospensione anteriore è del tipo Telelever, mentre la posteriore Paralever.